# جمعيه الآثار والتراث بالمنطقة الشرقية/ملعب

## المدارس الشرعية
المقصود بالمدارس الشرعية، هي تلك المدارس التي خصصت لتدريس العلوم الدينية كالفقه والحديث والتفسير وعلوم الآلة، مع الإشارة إلى أن المدارس في الأحساء قد احتفظت بالطابع التراثي الذي نشأت عليه المدارس في العالم الإسلامي وهو أن تختص كل مدرسة بمذهب من المذاهب الفقهية وهذا ما جرت عادة أهل الأحساء عليه. 

## أولاً: المدارس الحنفية

### 1. مدرسة الحكيم:
تسميتها بمدرسة الحكيم نسبة إلى ناظرها الأول، محمد بن أحمد بن سليمان الحكيم. وقد حدث جدل حول هذه المدرسة وحقيقة وجودها من عدمه، فبعضهم يسميها كتاباً لتعليم القرآن"، وهنا مخالف لما نصت عليه وثيقة الوقف، ومخالف لشكل نمط التخطيط المعماري المباني المدارس في مدينة الأحساء عن حجرات الكتاتيب ووصف باحث آخر مبناها الحالي على أنه دار الإمارة (السراي). تقع المدرسة داخل سور قصر إبراهيم المعروف بمدينة الهفوف، والواقع شمال شرق حي الكوت، وهي تقع بجوار مسجد القبة من جهته الشرقية. وهي من أقدم المدارس الشرعية التي يمكن الوقوف عليها في الهفوف، أنشأها علي باشا البكلربكي"، ويُشار أنها بنيت في حدود سنة ٩٧٩ هـ / ١٥٧١م. فتاريخ وثيقة وقفها في ١٢ ربيع أول من سنة ٩٨٢هـ / ١٥٧٤م، والوثيقة تشير إلى أن عملية البناء تمت قبل ما يزيد على الثلاث سنوات. وكان وقف المدرسة مشتركاً مع مسجد القبة . وهنا يمكن القول إنه بعد وصول العثمانيين بقرابة ربع قرن أنشئت أقدم مدرسة في منطقة الأحساء". ويبدو أن المسجد والمدرسة قد ضُمّا إلى بقية مرافق القصر، مع بناء السور حوله مع نهاية القرن الحادي عشر الهجري السابع عشر الميلادي. أي مع نهاية الحكم العثماني الأول على يد بني خالد". ومع تبدل أنظمة الحكم في المدينة، وما رافقه من مواجهات أدت إلى اختلال الأمن فقد تبدلت استخدامات قصر إبراهيم، وتحول القصر، وسائر مرافقه في فترات لاحقة إلى أشبه ما يكون بثكنة عسكرية، فأصبح من الصعب على عامة الناس، لاسيما طلبة العلم استخدام المكان بوصفه مدرسة. ويبدو أن خلافاً نشأ حول جزء من أوقاف المسجد والمدرسة بين الناظر عليها من أسرة آل حكيم، وبين الشيخ أحمد بن علي بن مشرف الذي تولى القضاء في الأحساء في عهد الدولة السعودية (١٢٨٢ -١٢٨٥ هـ / ١٨٦٦-١٨٦٨م)، ويتضح ذلك من خلال قصيدة في ديوان ابن مشرف يثني فيها على القاضي الذي حكم له بذلك الوقف . ولكن ذلك لم يستمر طويلاً، فعاد الحال لما كان عليه من نظارة المدرسة وأوقافها لأسرة آل الحكيم، بحسب ما نصت عليه النسخة المنسوخة عن أصل وثيقة الوقف والمؤرخة في سنة (١٢٨٨ هـ / ١٨٧١م ) .
مع عودة العثمانيين الثانية إلى الأحساء (١٢٨٨-١٣٣١هـ / ١٨٧١-١٩١٤م)استخدم القصر وكل ما فيه استخداماً عسكرياً صرفاً، وما عاد ملكة لأحد أو وقفاً ، فاستخدمت المدرسة فيما يبدو مستودعاً للذخيرة والأسلحة"، واستمر الحال على ذلك حتى بعد قدوم الملك عبد العزيز حيث قسم الأحساء إلى الإدارات الرسمية"، ثم انتقل الإشراف عليه مؤخراً إلى الهيئة العامة للسياحة والآثار. لمناطق المملكة، والمدرسة هي عبارة عن قاعة مركزية مربعة الشكل، ومغطاة بقبة نصف مستديرة، يُحيط بها ثالثة أروقة مفتوحة من الجهات الشمالية والشرقية والغربية، وفي كل رواق بائكة مكونة من صف من الأعمدة تعلوها ثلاثة عقود مدينة الشكل، وقد تميز العقد الأوسط بأنه من النوع المفصص، وسقف كل رواق من هذه الأروقة الثالث تعلوه ثالث قباب صغيرة الحجم، ومع اكتمال ترميم القصر في الآونة الأخيرة، رقم البناء الخاص بالمدرسة، دون أن يُشار إليه على أنه مدرسة، وتمت الإشارة بوصفه مخزن الأسلحة وهي الصفة التي اكتسبتها المدرسة في عهدها الأخير فقط. وذلك من ضمن التسميات التي وزعت على أجزاء القصر المختلفة ومبانيه ومرافقه، التي وضعتها الهيئة العامة لسياحة والآثار.

### 2. مدرسة القُبة:
تسميتها جاءت من القبة التي تعلو سقفها ويُشار إليها أحياناً بمدرسة الملا، وهي تقع في الجهة الشمالية الشرقية من حي الكوت بالهفوف، بالقرب من قصر إبراهيم في الجهة الجنوبية الغربية منه، وتقدر مساحتها في وضعها الحالي بـ (٢٠٤م٢).
وقد أوقفها علي باشا الذي تولى إمارة الأحساء ما بين سنة (١٠٤٤-١٠١٨ه/ -١٦٠٩ ١٦٣٤م)، واشترط الموقف أن يكون المدرس فيها حنفي المذهب، فكان أول مدرس فيها وناظر عليها وعلى أوقافها الشيخ محمد بن علي الواعظ الحنفي ت (١٠٤٠هـ / ١٦٣٠م) وظل التدريس فيها في ذريته، وفي حياة الأخير اقتصر التدريس فيها على الحديث الشريف والوعظ دون سواهما، وقد توقف التدريس فيها منذ سبعينيات القرن الثالث عشر الهجري. وكانت المدرسة في أصل بنائها تشتمل على حجرة للتدريس مربعة بطول وعرض ٥ ٥ ، ويعلو سقفها قبة ارتفاعها 10م عن مستوى البلاط، وسماكة الجدران فيها متر واحد أو تزيد عنه بعض سنتمترات، ولها باب واحد يفتح من الجهة الغربية، وأمامها رواق بطول ٥م وعرض ٣م وارتفاع 3م، وسقفه تعلوه قبتان صغيرتان يحمل السقف عقدان كمران، وبين السور من الجهة الغربية ساحة مكشوفة كما تضم المدرسة دورة مياه، في الركن الشمالي الشرقي ودرج من الجهة الشمالية يوصل إلى سطح الرواق.

### 3. المدرسة الشلهوبية
تسمى الشلهوبية نسبة لأول مدرسيها الشيخ أحمد بن محمد بن شلهوب الحنفي ت (١٢٠٥ه / ١٧٩١م)، وتسمى أحياناً بالبكرية نسبة لموقفها بكر بن أحمد بن عبدالله البصري الزباري القطري سنة (1183هـ /١٧٦٩م)، الذي أوقفها، وأوقف عليها بعض العقارات الزراعية، بعضها في مدينة (القطيف) وهي تقع في حارة الرويضة بوسط حي الكوت بالقرب من مسجد الديري وتقدر مساحتها بـ (٢٠٠م). تتكون عمارة مبنى المدرسة من حجرات وأروقة تتوسطها ساحة مكشوفة وبجانب المدخل على اليسار بئر ماء وما يتبعه من مرافق وقد أسندت نظارتها والتدريس فيها بعد مدرسها الأول في سنة (١٢٣٢هـ/١٨١٦م) إلى الشيخ عبدالرحمن بن عمر . وقد نزع جزء من مساحتها عند توسعة شارع الرويضة ، تزامن ذلك مع تهدم أجزاء منها، مما أدى إلى توقف التدريس فيها بعد وفاة الشيخ محمد بن أبي بكر (١٣٩٥هـ / ١٩٧٥م)، إلى أن أعيد بناؤها سنة (١٤٠٦هـ/ ١٩٨٦م) مع المحافظة على توزيع المساحات على نحو ما كانت عليه سابقاً، مع إغلاق الأروقة وتحويلها غرفاً، وقد جاء البناء الجديد مكوناً من فناء ورواق وحجرة للتدريس.

### 4. المدرسة القِبليّة
تسمى هذه المدرسة أصالً بـ »القبلية الجديدة«، وهو ما نصت عليه وثيقة وقفها، واشتهرت بالقبلية فقط ، في حين ذهب اسم الجديدة إلى مدرسة أنشئت لاحقاً سيأتي الحديث عنها. وتسمى هذه المدرسة كذلك المدرسة العميرية، وعند آخرين( العمرية ) ،وهي تقع في حارة المرابدة في الجهة الغربية من حي الكوت وحدودها كما وردت في وثيقتها من الجهة الغربية والشمالية بيت عبد الرحمن بن عمير، وأما الجهة الشرقية فيحدها الطريق العام، ومن الجهة الجنوبية طريق فرعي ، وتقدر مساحتها ب(١٤٣م)، أوقفها العالمة الشيخ أبو بكر بن محمد بن عمر الملا سنة (١٢٥٧هـ / ١٨٤١م) بوكالته عن القاضي الشيخ أحمد بن عثمان بن جامع قاضي البحرين، بولايته عن المرحوم جمعة بن خليفة أحد أعيـان البحرين، لتدريس العلم الشرعي فيها من تفسير أو حديث أو فقه، وما ألحق بذلك من سائر العلـوم الشرعية وآلاتها، كما أوقف عليها عدداً من العقارات الزراعية. وكان أول مدرسيها الشيخ أبو بكر بن محمد بن عمر الملا (ت١٢٧٠هـ١٨٩٠م)ومن بعده أبناءه وصولاً إلى أبنة الشيخ محمد بن أبي بكر (ت١٣٩٥هـ/١٩٧٥م) وبوفاته- رحمة الله تعالى- تعطلت المدرسة وأغلقت حتى الوقت الحاضر وما زال بناؤها مهجوراً ، والمدرسة عبارة عن مبنى مستطيل الشكل طوله (١٧,٥م) وعرضه (٨,٥م)، مدخلها يقع في الجهة الشرقية منها، ويُفضي إلى ساحة مكشوفة وعن يمين الداخل إليها تقع حجرة التدريس، وعن يساره الرواق. وفي الجهة الغربية يقع الدرج، ومما يلاحظ على هذه المدرسة خلوها من بئر الماء، وهذا راجع ربما لوقوعها بالقرب من مسجد العمير، الذي ضم بئراً تستفيد منه العامة، بموجب ما نصت عليه وثيقة وقف المسجد.

### 5. المدرسة الجديدة
ربما أطلق عليها اسم الجديدة لأنها المدرسة الأحدث يومئذ بين مدارس أسرة الملا أو لأنها بنيت بجوار المسجد الجديد، أو للسببين معاً وتسمى أيضا مدرسة ابن دهنيم نسبة إلى موقفها، علي بن دهنيم العماني سنة (١٢٩٢هـ /١٨٧٥م)، وتقع في حارة الرويضة في سكة آل أبي بكر، مقابل المسجد الجديد بحي الكوت. وتقدر مساحتها بـ (٢٠٠م). وكان أول مدرسيها الشيخ عبد الله بن أبي بكر بن محمد بن عمر الملا الحنفي (ت١٣٠٩هـ / ١٨٩١م)، ثم ابنه الشيخ أبوبكر (ت ١٣٥٥هـ / ١٩٣٦م)، ثم ابنه الشيخ محمد بن أبي بكر (ت ١٣٩٥ هـ / ١٩٧٥) ، والمدرسة عبارة عن مبنى مربع الشكل، مدخلها من الجهة الجنوبية يفضي إلى دهليز ينتهي إلى ساحة مكشوفة، تحيط بها ثلاثة أروقة من الجهات الشرقية والغربية والجنوبية، كل رواق من هذه الأروقة الثلاثة مكون من ثلاثة عقود (كمرات) عادية، والأوسط منها مفصص. أما في الجهة الشمالية من المدرسة فثمة ثلاث حجرات : الأولى وهي الحجرة الكبيرة وفيها ثلاثة عقود مدببة، ولها بابان أحدهما من الناحية الشرقية والآخر من الناحية الغربية، وهذه الحجرة الكبيرة تتوسط بين حجرتين صغيرتين، الأولى منهما عن يمين الداخل إليها ومدخلها من الرواق الشرقي وأما الثانية فتقع على اليسار ومدخلها من الرواق الغربي. كما تضم المدرسة إلى الخلف من الرواق الغربي حجرة صغيرة في الركن الجنوبي الغربي من مبنى المدرسة، وإلى الشمال منها يوجد درج يؤدي إلى سطح المدرسة، مدخله من وسط الرواق الغربي، وإلى الشمال منه يوجد بيت الدرج الذي استعمل كحجرة صغيرة للخدمات وعلى سطح المدرسة توجد (دورة مياه) بيت الخلاء في الركن الشمالي الشرقي من سطح مبنى المدرسة، وهذه من الحالات القليلة أن يكون من بين مرافق المدرسة بيت للخلاء ,وتعد هذه المدرسة نموذجاً من المدارس القليلة التي حافظت على سالمة بنائها، سواء في مظهرها العام أو في أجزائها، وحينما تعرض جزء من جدارها الجنوبي للتهدم أعيد بناؤه من الإسمنت، كما أضيفت لها دورة مياه ومغاسل على الطراز الحديث، بعد أن تم الاستغناء عن بيت الخلاء القديم، كما تم سقف الساحة المكشوفة بسقف من الحديد. وأضيفت لها التمديدات الكهربائية وأنظمة التكييف. ويلاحظ أن هذه المدرسة قد احتوت على ثلاثة أروقة، كما ضمت بين مرافقها بيت الخلاء، وحجرة التدريس فيها هي الأكبر بين حجرات التدريس في المدارس الأخرى، وإلى جانب تعدد الحجرات فيها، فان مبناها هو المبنى الأكبر مساحة إذا ما قُورنَ بسواه.